# Оржицкий, Николай Николаевич
Николай Николаевич Оржицкий (1796—1861) — декабрист, участник восстания на Сенатской площади.

## Биография
Незаконный сын графа Петра Кирилловича Разумовского родился 11 (22) июля 1796 года. Его мать — Александра Васильевна Деденева (урожденная Разумовская). Отец добился для своего первенца дворянства, дал ему превосходное воспитание, знание языков, знакомство с музыкой. Он воспитывался в Санкт-Петербурге, в Иезуитском пансионе аббата Николя, пансионах Мейера, Жирардена, в петербургской губернской гимназии и в пансионе Жакино.
События Отечественной войны 1812 года привели его в армию; 21 июля 1813 года Оржицкий вступил юнкером в Ахтырский гусарский полк, с 8 октября 1813 года, за отличия — корнет. Участвовал в заграничных походах 1813—1815 годов (Лейпциг, Фридрихсорт, Фер-Шампенуаз); 21 июня 1817 года был произведён в поручики; 14 марта 1819 года в связи с болезнью был уволен с военной службы в звании штабс-ротмистра.
Членом тайных обществ декабристов не был, но знал о существовании и цели Северного общества, но вступить в него не согласился. Накануне восстания, 13 декабря был у Рылеева и знал о нём, но не стал доносить «считая предприятие сие невозможным и гнушаясь именем доносчика». Был арестован и 23 декабря 1825 года заключён в Петропавловскую крепость («содержать под строгим арестом, где удобно») — в № 5 Зотова бастиона. Осужден 10 июля 1826 года по IX разряду и приговорён к лишению чинов, дворянства и ссылке в дальние гарнизоны. 25 июля 1826 года отправлен в Кизлярский гарнизонный батальон. По указу от 22.8.1826 был переведён в Нижегородский драгунский полк, с которым участвовал в русско-персидской и русско-турецкой войнах; отличился в сражении при Джеван-Булаке — 5 июля 1827 года. С 12 января 1828 года — унтер-офицер, 16 марта 1828 — прапорщик. По ходатайству генерал-адъютанта М. Е. Храповицкого, который был женат на единоутробной сестре Оржицкого — Софье Алексеевне Деденевой, 15 февраля 1832 года был уволен от службы с запрещением въезда в столицы и с обязательством «жить в деревне своей или генерала Храповицкого на его поруках».
С 1834 года жил в селе Сеньково (в имении Новая Мыза) недалеко от Ораниенбаума, в 1839 году получил разрешение приехать в Петербург для свидания со своей тёткой Натальей Васильевной Муравьевой (урожденной Раэумовской). Позже, 22 марта 1843 года, высочайше ему было разрешено приезжать в Петербург с разрешения шефа жандармов. По манифесту об амнистии 26 августа 1856 года был освобождён от всех ограничений и восстановлен в звании дворянина. Писал стихи.
Умер 1 (13) января 1861 года в селе Сеньково. Был похоронен на кладбище Троице-Сергиевой приморской пустыни, могила не сохранилась.

## Семья
Был женат с 1834 года на Софье Фёдоровне Крюковской, дочери воспитанницы графа П. К. Разумовского, Софьи Петровны, выданной замуж 29 января 1809 года за адъютанта и поручика лейб-гвардии Измайловского полка (впоследствии, полковника) Фёдора Васильевича Крюковского (1782—1868). Имел трёх сыновей и четырёх дочерей, в их числе: Софья (1835—26.02.1879), Лев (27.10.1843—?) и Лидия (1844—29.11.1886).